# هیساشی کاگاوا
هیساشی کاگاوا (انگلیسی: Hisashi Kagawa؛ زادهٔ ۲۳ ژوئن ۱۹۶۵) پویانما، طراح شخصیت، کارگردان پویانمایی اهل ژاپن است.